# Assassin de Aru Ore no Status ga Yūsha Yori mo Akiraka ni Tsuyoi Nodaga
Assassin de Aru Ore no Status ga Yūsha Yori mo Akiraka ni Tsuyoi Nodaga (暗殺者である俺のステータスが勇者よりも明らかに強いのだが Asashin de Aru no Sutētasu ga Yūsha Yori mo Akiraka ni Tsuyoi Nodaga?), también conocida como My Status as an Assassin Obviously Exceeds the Hero's, es una serie de novelas ligeras japonesas escritas por Matsuri Akai e ilustradas por Tōzai. Comenzó a serializarse en el sitio web de publicación de novelas generadas por usuarios Shōsetsuka ni Narō en enero de 2017. Más tarde fue adquirida por Overlap, que comenzó a publicar la serie bajo su sello Overlap Bunko en noviembre de 2017. Una adaptación a manga ilustrada por Hiroyuki Aigamo comenzó a serializarse en el sitio web Comic Gardo de Overlap en julio de 2018. Una adaptación de la serie al anime producida por TMS Entertainment y animada por Sunrise se estrenará en octubre de 2025.

## Sipnosis
Un chico de preparatoria de Segundo año de perfil bajo, Akira Oda repentinamente es invocado a otro mundo junto con sus compañeros de clase. A cada uno de ellos se los otorgo una habilidad al ser invocados, pero mientras uno de ellos tiene la suerte de convertirse en un verdadero héroe, Akira se convierte en un simple asesino, el cual resultó ser el más poderoso de todos. Sin embargo, al descubrir un malvado plan de la realeza, Akira se ve obligado a huir tras ser falsamente acusado y a la vez jura vengarse del rey, el lugar al que huye es un laberinto en el cual busca fortalecerse y a la vez se encuentra con Amelia, una chica elfa. Akira, que alberga dudas sobre las intenciones del rey, usa su nueva fuerza como maestro de las sombras para descubrir los secretos y las conspiraciones de la corona.

## Personajes
Akira Oda (織田 晶 Oda Akira?)
Seiyū: Takeo Ōtsuka
Un estudiante de segundo curso de instituto normal y corriente que se ve arrastrado a un mundo de fantasía con toda su clase. Es bendecido con la clase "asesino".
Amelia Rosequartz (アメリア・ローズクォーツ Ameria Rōzukuōtsu?)
 Seiyū: Saku Mizuno
Una médium elfa y aventurera de rango plata con una gran habilidad para el combate.
Yoru (夜?)
 Seiyū: Sanae Kobayashi
Lia Lagoon (リア・ラグーン Ria Ragūn?)
 Seiyū: Konomi Tamura
Saran Mithray (サラン・ミスレイ Saran Misurei?)
 Seiyū: Jun'ichi Suwabe

## Contenido de la obra

### Novela ligera
Escrita por Matsuri Akai, Assassin de Aru Ore no Status ga Yūsha Yori mo Akiraka ni Tsuyoi Nodaga comenzó a serializarse en el sitio web de publicación de novelas generadas por usuarios Shōsetsuka ni Narō el 26 de enero de 2017. Más tarde fue adquirida por Overlap, que comenzó a publicar la serie con ilustraciones de Tōzai bajo su sello de novelas ligeras Overlap Bunko el 25 de noviembre de 2017. Se han publicado cuatro volúmenes hasta la fecha.
La serie está licenciada en inglés por Seven Seas Entertainment.

#### Lista de volúmenes
| Volúmenes de novelas ligeras publicadas | Volúmenes de novelas ligeras publicadas | Volúmenes de novelas ligeras publicadas |
| Número                                  | Fecha de lanzamiento                    | ISBN                                    |
| --------------------------------------- | --------------------------------------- | --------------------------------------- |
| 1                                       | 25 de noviembre de 2017                 | ISBN 978-4-86554-280-6                  |
| 2                                       | 25 de marzo de 2018                     | ISBN 978-4-86554-327-8                  |
| 3                                       | 25 de enero de 2019                     | ISBN 978-4-86554-376-6                  |
| 4                                       | 25 de febrero de 2021                   | ISBN 978-4-86554-845-7                  |

### Manga
Una adaptación a manga ilustrada por Hiroyuki Aigamo comenzó a serializarse en el sitio web Comic Gardo de Overlap el 10 de julio de 2018. Sus capítulos individuales se han recopilado en seis volúmenes tankōbon hasta la fecha.
La adaptación al manga también está licenciada en inglés por Seven Seas Entertainment.

#### Lista de volúmenes
| Volúmenes de manga publicados | Volúmenes de manga publicados | Volúmenes de manga publicados |
| Número                        | Fecha de lanzamiento          | ISBN                          |
| ----------------------------- | ----------------------------- | ----------------------------- |
| 1                             | 25 de enero de 2019           | ISBN 978-4-86554-443-5        |
| 2                             | 25 de agosto de 2019          | ISBN 978-4-86554-537-1        |
| 3                             | 25 de marzo de 2020           | ISBN 978-4-86554-669-9        |
| 4                             | 25 de marzo de 2022           | ISBN 978-4-8240-0033-0        |
| 5                             | 25 de septiembre de 2023      | ISBN 978-4-8240-0615-8        |
| 6                             | 25 de febrero de 2025         | ISBN 978-4-8240-1096-4        |

### Anime
Una adaptación de la serie al anime fue anunciada el 18 de febrero de 2025. La serie será producida por TMS Entertainment, animada por Sunrise y dirigida por Nobuyoshi Habara, con Kunihiko Okada encargándose de los guiones de la serie, Hirona Okada, Kaori Saito y Masahiro Yamane diseñando los personajes (con este último diseñando los monstruos) y Satoshi Igarashi componiendo la música. Se estrenará en octubre de 2025 en TV Tokyo y otras cadenas. El tema de apertura es «Issen» (一閃?), interpretado por Vesperbell. Crunchyroll obtuvo la licencia de la serie en América del Norte, América Central, América del Sur, Europa, África, Oceanía, Oriente Medio y CEI.

### Juego web
Un juego web titulado Asassin de Aru no Status ga Yūsha Yori mo Akiraka ni Tsuyoi Nodaga Shadow Break (暗殺者である俺のステータスが勇者よりも明らかに強いのだが シャドウブレイク?), desarrollado y publicado por CTW, se anunció el 18 de febrero de 2025, coincidiendo con el anuncio del anime.

## Recepción
En septiembre de 2023, la serie tenía más de 1,2 millones de copias en circulación.